# Dora Wordsworth
 (février 2025).
Pour les articles homonymes, voir Wordsworth.
Dorothy " Dora " Wordsworth  (16 août 1804 - 9 juillet 1847) est la fille du poète William Wordsworth (1770–1850) et de sa femme Mary Hutchinson.

## Biographie
Son enfance inspire William Wordsworth à écrire "Address to My Infant Daughter"  en son honneur. À l'âge adulte, elle est immortalisée par son père dans le poème de 1828 "La Triade"  avec Edith Southey  et Sara Coleridge, filles des compagnons Lake Poets de son père. En 1843, à l'âge de 39 ans, Dora Wordsworth épouse Edward Quillinan (en). Alors que son père s'est initialement opposé au mariage, la "pression modérée mais persistante" exercée par Isabella Fenwick (en), une amie proche de la famille, l'a convaincu de céder .
Tout au long de sa vie, elle noue d'intenses attachements romantiques avec des hommes et des femmes, le plus important étant son amitié avec Maria Jane Jewsbury (en) . Une autre amie proche est Maria Kinnaird (en), fille adoptive de Richard Sharp (homme politique) (en) et future épouse de Thomas Drummond. Wordsworth et Kinnaird sont amies depuis leur adolescence et une partie de leur correspondance a survécu .

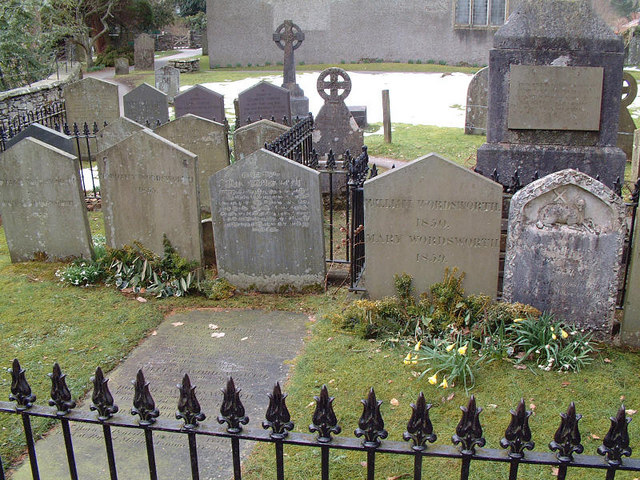
Tombe

Décrite par sa tante et homonyme Dorothy Wordsworth comme "parfois très belle" , Dora Wordsworth est dévouée à son père et a une influence significative sur sa poésie. Leur relation est particulièrement étroite, le fils de Coleridge, Hartley, décrivant comment elle l'a "presque adoré" dans une lettre de 1830 . Cependant, Wordsworth a également ses propres capacités littéraires, publiant un journal de voyage. Sara Coleridge s'est plainte après la mort de Wordsworth que les exigences de son père à son égard « frustraient un vrai talent » .
Elle est décédée de la tuberculose au domicile de ses parents et est enterrée dans le cimetière de l'Église St Oswald de Grasmere, Cumbria, avec ses parents et ses frères et sœurs, sa tante Sarah Hutchinson, et Hartley Coleridge (en), fils de Samuel Taylor Coleridge . Après sa mort, son père désemparé (qui a déjà perdu deux de ses enfants à cause de la maladie), plante des centaines de jonquilles à sa mémoire dans un champ (plus tard nommé Dora's Field) à côté de l'église St. Mary, Rydal . Le site de Dora's Field, où les jonquilles sont encore cultivées aujourd'hui, appartient désormais au National Trust .